# Ferruccio Centonze

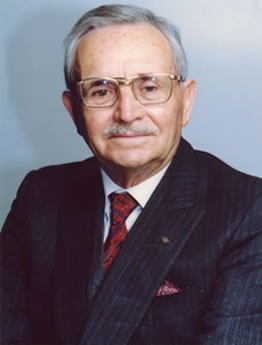
Ferruccio Centonze

Ferruccio Centonze (Castelvetrano, 24 novembre 1917 – Castelvetrano, 1º luglio 2004) è stato uno scrittore, giornalista e drammaturgo italiano.

## Biografia
Laureato in Lingue e Letterature straniere, fu preside di ruolo e giornalista pubblicista, iscritto all'albo dal 1952, Penna d'oro dell'Assostampa di Sicilia .
Ha partecipato nel secondo conflitto mondiale alle campagne "Balcanica" e "Italo - Jugoslava" che gli valsero due croci al merito.
La sua attività di corsivista e narratore comincia con la collaborazione, nel 1941, a La Vedetta d'Italia di Fiume, estendendosi poi a diversi quotidiani e periodici: Trapani Sera (ha tenuto una rubrica in terza pagina per otto anni, Specchio curvo, dove ha pubblicato circa trecentocinquanta racconti), L'Ora, La Sicilia, Giornale di Sicilia, Panorama (Trapani, di A. Vento, con una rubrica fissa), Il Faro, Il Gazzettino di Sicilia della RAI, Trapani Nuova, Trapani, Meridione (Palermo), Il Giorno, Il Giornale d'Italia, Sicilia Oggi, Il Nuovo Risveglio (organo del Circolo della Gioventù di Castelvetrano, di cui è stato direttore responsabile), e altri ancora.
Nel 1966 è stato insignito del premio nazionale giornalistico "Erice".  Ha vinto il premio nazionale di poesia "Elimo 1981" ed è "Penna d'oro" dell'Associazione siciliana della stampa. Alcuni brani del suo romanzo inedito L'abisso sono apparsi nella rivista Panorama di Trapani.
La maggior parte delle sue pubblicazioni riguardano la narrativa e il teatro, ma non mancano testi di poesia e di saggistica.
Ha fondato il Piccolo Teatro di Castelvetrano che ha diretto dai primi anni cinquanta al 1968. La produzione teatrale ha inizio nel 1955 con Chi ha ucciso l'uomo cane?, dramma in tre atti, seguito da una serie di pièce sia in lingua italiana sia in dialetto siciliano.
L'atto unico Appena sentirai i dodici tocchi si è classificato terzo al Premio Nazionale di letteratura "R. Bracco" nel 1958.
Con il romanzo Al di là della siepe di bosso ha vinto il premio letterario internazionale "Pietro Mignosi" per la narrativa.
Nel 2008 è stata collocata una lapide commemorativa  in marmo con effigie bronzea dell'autore all'ingresso del teatro Selinus di Castelvetrano.
A lui è dedicata la scuola del Teatro Selinus "Akkademia Ferruccio Centonze - Scuola di Teatro, Cinema ed Arti Performative" fondata nel 2002.

## Opere letterarie

### Racconti
- Storie senza tempo, Vittorietti, 1972
- Le scarpe del soldato Percauz, Salvatore Sciascia Editore, 1982
- Il soppalco con la trave smurata, Sellerio Editore Palermo, 1988
- Un uovo di sale ed altre storie del provvisorio andare, Thule, 1989

### Romanzi
- La misteriosa storia di Abdìa, Firenze Libri, 1988
- Al di là della siepe di bosso, L'Autore Libri Firenze, 1988

### Saggi
- Molière e la sua commedia, Milano, Gastaldi, 1949

### Traduzioni
- J.P. Molière, Les précieuses ridicules, Firenze, Barbera, 1951
- J.P. Molière, Le mariage forcé, Firenze, Barbera, 1952
- G. Flaubert, Un coeur simple, Firenze, Barbera, 1958
- A. Daudet, Lettres de mon moulin, Firenze, Barbera, 1959
- G. Lombardo, Preghiere, Castelvetrano, 1987 (traduzione dall'italiano al francese)

## Opere teatrali
Molte delle opere teatrali dapprima pubblicate singolarmente, sono state successivamente raccolte in due volumi: L'uomo che regolava l'orologio del cosmo e Teatro siciliano.
L'uomo che regolava l'orologio del cosmo edito da Thule nel 1999, raccoglie sette testi:
- L'uomo che regolava l'orologio del cosmo
- Quella sera del 20 luglio 1943
- La porta del tempo
- Il fiele del pescecane
- Il morto assicurato
- Appena sentirai i dodici tocchi
- Giovanna la Santa

Teatro Siciliano edito da A.E.D. Selino's nel 1992, raccoglie sette testi in vernacolo:
- Lu mortu assicuratu
- Li cazzicatùmmuli di Nonnu Matteu
- L'uomo che vendeva sogni
- La littra di Joe Bastiano
- L'antenna smossa
- Fidi ti sarva e no lignu di varca
- Un sonnu stranu